# Scoparia californialis
Scoparia californialis là một loài bướm đêm trong họ Crambidae.